# ラジオクリックiしてる!
ラジオクリック iしてる!(-あい-)は、STVラジオで1999年4月～2004年3月まで放送されていたラジオ番組。

## 概要

### 番組内容
デジタル世代を対象した番組で、リスナーから届いたハガキ、FAX、電話、メールによるリクエストと、札幌市内にあるCD店の売り上げで決める番組独自のランキング上位20位までの紹介とネタコーナーが主な内容。

### パーソナリティ
- 1999年4月-1999年10月 柳沢利幸(ヤナギー、当時STVアナウンサー)・熊谷明美(アケミー、STVアナウンサー)・奈良愛美(マナミー)
- 1999年10月-2002年9月 熊谷明美(番組では「アケコ」と呼ばれる。)
- 2002年10月-2004年3月 熊谷明美、大森俊治(現ROMIO MACHINEボーカル)

### 放送時間
- 1999年4月-1999年9月　平日21:00-23:30
- 1999年9月-2001年3月　平日21:00-22:00
- 2001年4月-2002年9月　(4月～9月)土曜21:00-23:15　(10月～翌年3月)平日21:00-22:00
- 2002年10月-2004年3月　(4月～9月)土曜21:00-23:15　(10月～翌年3月)平日20:00-21:30
- 2003年4月～2003年9月まで平日23:57-24:00に「ラジクリドカン!」と言うお便りを紹介するミニ番組を放送していた。

## コーナー

### 電話参加型
- ラジクリ一発芸オンエアバトル - リスナー2名の一発芸を聞き、どちらがよかったかを投票する。勝ち抜け方式。
- ラジ坊クリ坊天気予報(後に改名) - 明日の天気予報。改名後、「森の仲間」としてリスナーがものまねを披露。

### ネタコーナー
- さくら(独唱) - ()の中を変えて遊んでみるというコーナー。
- 吠えろ!プーさん - 架空のキャラクター「プーさん」の目撃情報を送る。
- もえもえ～ - 異性のかわいい所、かっこいい所を送る。
- ザ・チアリーダー/ザ・チアリーダー2004 - チアリーダーのようにSOREMENTSUDAYO→「それめんつゆだよ」とアルファベットを読み上げ、その読み方で落ちをつける
- ひとり遊び - 自分がやっている1人遊びを送る。
- ジャイアンアケコのコーナー - 2003年にアタヤンPUSH!と共に製作された受験生応援ソング「がんばれ!!受験生!!」の熊谷明美パートで周りで起こった変化を送る。
- 突然テルテルリクエスト - 突然リスナーに電話をし、電話に出て「合言葉」を言えたらリクエストができ、オリジナルグッズがもらえる。
- ラジクリポイントゲットバトル - リクエストに名前が読まれて1ポイント、お便りを2ポイントとして、一番多くポイントを稼いだリスナーに豪華プレゼント(ヘリコプターで空中散歩など)レーディングの時期に行われる。
- 牧場俊平目撃情報 -牧場俊平(後に大森俊治と明かされる)を目撃したとき、何をしていたかを送る。
- プッシーキャットのコーナー
- アイスドール熊谷のコーナー
- 苦い生きがいナイスガイ
- かまいたちの夜
- BR II